# Provincia di Ubon Ratchathani
La provincia di Ubon Ratchathani (in thailandese จังหวัดอุบลราชธานี, Changwat Ubon Ratchathani) è in Thailandia e fa parte del gruppo regionale della Thailandia del Nordest. Si estende per 15.745 km² e a tutto il 2020 aveva 1 866 697 abitanti. Il capoluogo è il Distretto di Mueang Ubon Ratchathani, dove si trova la città principale Ubon Ratchathani.

## Geografia antropica

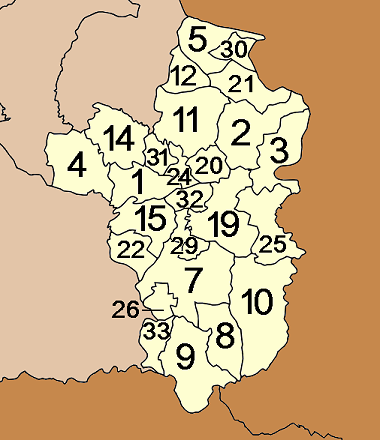
Mappa degli amphoe

La provincia è suddivisa in 25 distretti (amphoe). Questi a loro volta sono suddivisi in 219 sottodistretti (tambon) e 2469 villaggi (muban).
| 1.  | Mueang Ubon Ratchathani |
| 2.  | Si Mueang Mai           |
| 3.  | Khong Chiam             |
| 4.  | Khueang Nai             |
| 5.  | Khemarat                |
| 7.  | Det Udom                |
| 8.  | Na Chaluai              |
| 9.  | Nam Yuen                |
| 10. | Buntharik               |
| 11. | Trakan Phuet Phon       |
| 12. | Kut Khaopun             |
| 14. | Muang Sam Sip           |
| 15. | Warin Chamrap           |

| 19. | Phibun Mangsahan |
| 20. | Tan Sum          |
| 21. | Pho Sai          |
| 22. | Samrong          |
| 24. | Don Mot Daeng    |
| 25. | Sirindhorn       |
| 26. | Thung Si Udom    |
| 29. | Na Yia           |
| 30. | Na Tan           |
| 31. | Lao Suea Kok     |
| 32. | Sawang Wirawong  |
| 33. | Nam Khun         |

### Amministrazioni comunali
A tutto il 2020, l'unico comune della provincia con lo status di città maggiore (thesaban nakhon) era Ubon Ratchathani, che aveva 72 855 residenti. I quattro comuni che rientravano tra le città minori (thesaban mueang) erano Warin Chamrap (con 26 166 residenti), Det Udom (13 394), Chaeramae 11 542 e Phibun Mangsahan (10 500). Erano inoltre presenti 54 municipalità di sottodistretto (thesaban tambon), tra le più popolose delle quali vi erano Kham Yai (con 39 046 residenti) e Saen Suk (24 737). Nell'aprile 2020, le aree che non ricadevano sotto la giurisdizione delle amministrazioni comunali erano governate da un totale di 179 "Organizzazioni per l'amministrazione del sottodistretto" (ongkan borihan suan tambon).